# 阿朗 (上加龙省)
阿朗（法語：Alan，法語發音：[alɑ̃] ⓘ）是法国上加龙省的一个市镇，属于圣戈当区。

## 地理
阿朗（43°13'46"N, 0°56'22"E）面积11.29 平方千米，位于法国奧克西塔尼大區上加龙省，该省份为法国西南部内陆省份，西南端与西班牙接壤，自此顺时针与上比利牛斯省、热尔省、塔恩-加龙省、塔恩省、奥德省和阿列日省接壤。
与阿朗接壤的市镇（或旧市镇、城区）包括：奥瑞纳、邦克、勒弗雷谢、马里尼亚克-拉斯佩尔、蒙图略圣贝尔纳、泰尔巴斯。

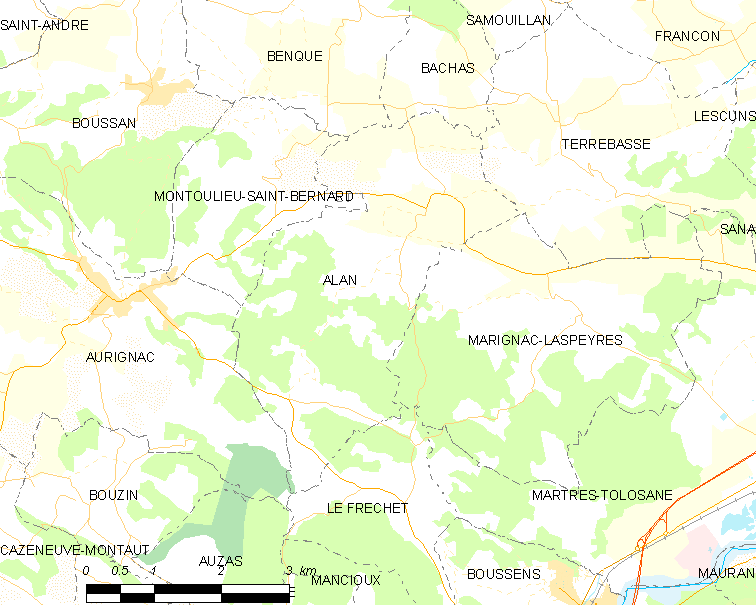
的OSM定位图

阿朗的时区为UTC+01:00、UTC+02:00（夏令时）。

## 行政
阿朗的邮政编码为31420，INSEE市镇编码为31005。

## 政治
阿朗所属的省级选区为卡泽尔县。

## 人口

1962-2008年间人口变化图示

阿朗于2022年1月1日时的人口数量为289人。